# Symbolia lugubris
Symbolia lugubris är en tvåvingeart som beskrevs av Octave Parent 1934. Symbolia lugubris ingår i släktet Symbolia och familjen styltflugor.
Artens utbredningsområde är Colombia. Inga underarter finns listade i Catalogue of Life.